# Liste der Kulturdenkmale in Aue-Bad Schlema
Die Liste der Kulturdenkmale in Aue-Bad Schlema enthält die Teillisten der Kulturdenkmale der sächsischen Stadt Aue-Bad Schlema, die in der Denkmalliste vom Landesamt für Denkmalpflege Sachsen  aufgeführt sind:
- Liste der Kulturdenkmale in Alberoda
- Liste der Kulturdenkmale in Aue (Sachsen)
- Liste der Kulturdenkmale in Bad Schlema und Wildbach